# گنادی کریسین
گنادی کریسین (انگلیسی: Gennady Krysin؛ زادهٔ ۲۵ دسامبر ۱۹۵۷) ژیمناست هنری اهل روسیه بود.